# 시카고 볼러스
시카고 볼러스(Chicago Ballers)는 미국 일리노이주 시카고를 연고지로 하는 JBA  소속 농구 팀이다.